# Passage de Vénus
Passage de Vénus (in italiano: Passaggio di Venere) è un film documentario sul transito del pianeta Venere davanti al Sole il 9 dicembre 1874. Viene considerato come il primo film della storia del cinema. Si dice che le immagini siano state catturate in Giappone dall'astronomo francese Jules Janssen e dall'ingegnere brasiliano Francisco Antônio de Almeida utilizzando il “revolver fotografico" di Janssen.

## Trama
Il transito di Venere del 1874, avvenuto il 9 dicembre 1874 (dalle 01:49 alle 06:26 UTC), fu il primo dei due transiti di Venere che si verificarono nel XIX secolo; il secondo transito avvenne otto anni dopo, nel 1882. Una precedente coppia di transiti aveva avuto luogo nel 1761 e nel 1769, mentre una successiva non si verificò fino al 2004 e 2012. Come nei transiti precedenti, il transito del 1874 avrebbe offerto l'opportunità di migliorare le misurazioni e le osservazioni.

## Produzione
Numerose spedizioni furono pianificate e inviate per osservare il transito da tutte le parti del mondo, con diversi paesi che istituirono comitati ufficiali per organizzare la pianificazione.

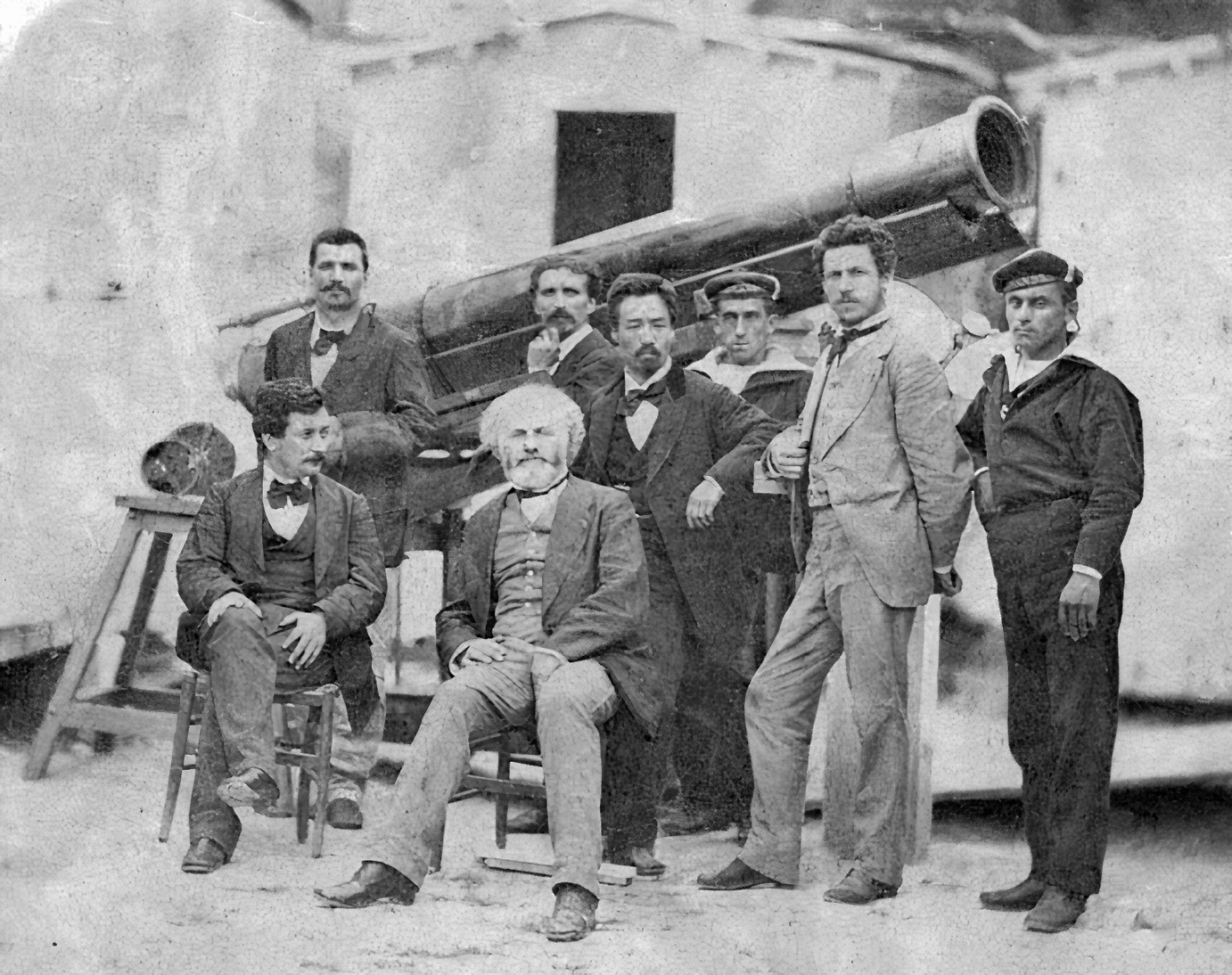
Il team che catturò il transito di Venere nel 1874

L'inventore francese Janssen ebbe l'idea di un "revolver fotografico". Si trattava di una grande macchina fotografica basata sul meccanismo della croce di Malta, che rappresenta una pietra miliare nello sviluppo delle macchine fotografiche utilizzate per filmare. Il revolver poteva effettuare diverse decine di esposizioni a intervalli regolati su un disco dagherrotipo.
La creazione del film è avvenuta montando insieme le lastre delle fotografie realizzate creando così un unico video.